# PLAXIS
PLAXIS — программа, используемая для решения задач геотехники.

## История разработки программной системы
PLAXIS основан на разработках Питера Вермеера из TU Delft, который занимался разработкой конечно-элементного комплекса для использования при проектировании оградительного сооружения Остерсхельдекеринг на Восточной Шельде в Нидерландах. Его разработки привели к созданию программы ELPLAST, определяющий несущую способность упругопластичных грунтов с использованием 6-узловых треугольных элементах, написанной на языке FORTRAN-IV. В 1981 году Рене де Борст начал анализ исследований экспериментов по внедрению конуса в грунты, для чего ему стало необходимо разработать на основе ELPLAST решение осесимметричных задач. В итоге новая программа была названа PLAXIS (PLasticity AXISsymmetry). В 1982 году Слоан и Рандольф из Кембриджского университета выяснили, что 15-узловые треугольные конечные элементы должны сделать работу программы правильней при решении осесимметричных задач.
В 1987 году Вермеер и де Борст участвовали в разработках, финансируемых министерством транспорта Нидерландов. Одной из задач развития программного комплекса был перенос программы на персональные компьютеры. И в 1987 году появилась первая коммерческая версия PLAXIS, а в 1998 году первая версия PLAXIS для операционных программ Windows 95, 98 и NT.
В результате развития программного комплекса, в 1993 г. была создана компания Plaxis BV. В 1998 г. была выпущена первая программа PLAXIS 2D для ОС Windows для двухмерного моделирования. Программа PLAXIS 3D с возможностью проведения трёхмерного моделирования была выпущена в 2010 году. PLAXIS является членом некоммерческой организации NAFEMS, занимающейся распространением информации и стандартизации конечно-элементных методов для моделирования в различных инженерных областях. Результаты моделирования в программном комплексе PLAXIS согласуются с российскими строительными нормативами.

## Особенности расчетов

### Интефейсы поверхности

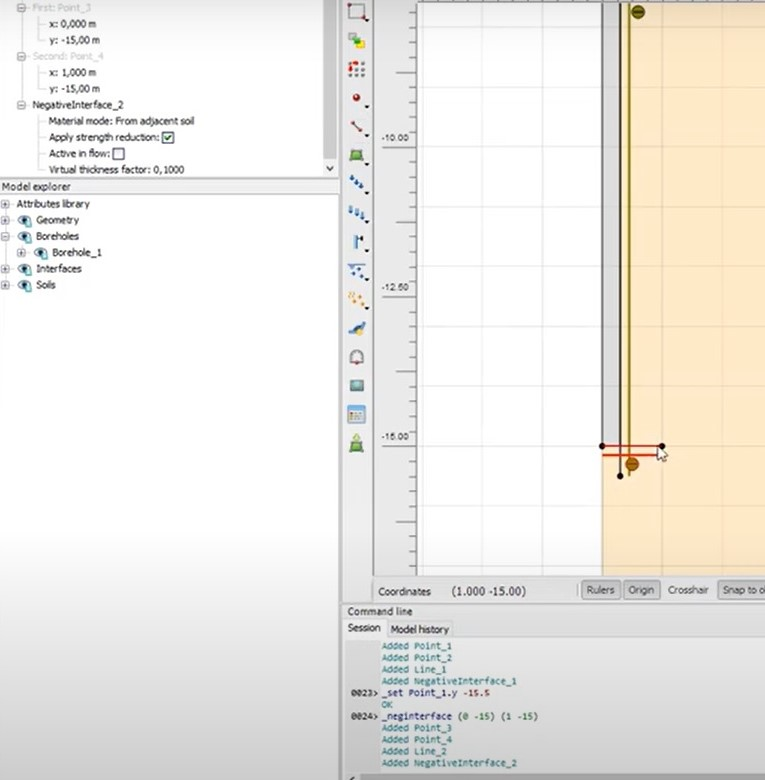
Нижний интерфейс продлевают на полметра и делают то же самое по низу сваи. Для лучшего контакта с грунтом (где расположен минус, те параметры и берет)

Интефейсы это поверхности вдоль которых можно моделировать частичное или полное проскальзывание конструкции с помощью коэффициента взаимодействия, отношения трения «грунт-грунт» к «грунт-конструкция» {\displaystyle R_{inter}={\frac {tan\psi }{tan\phi }}}. Если интерфейсы не проставлены моделируется ситуация разрушения грунта. В российской практике численное его значение принято брать из табл 9.1 СП 22.13330.2011.
Рекомендация согласно Eurocode 0,67. В случае задания параметра сопротивления Strenght как Rigid (жесткий), это означает что раздела двух сред нет и {\displaystyle R_{inter}=1} автоматически. Интерфейс в линейных моделях (фундамент) менять смысла нет ({\displaystyle R_{inter}} это коэффициент, на который мы умножаем фи и с, который берется от ближайшего грунта, чтобы понизить контактное трение между двумя разными материалами). Поскольку прочности в линейной модели нет, понижать нечего (можно назначить {\displaystyle R_{inter}} в модели Мора Кулона для фундамента {\displaystyle R_{inter}=1}).
Интерфейс — это конечный элемент (sonlu eleman), который отвечает за интерфейсные элементы. Интерфейсы снижают fi и с у грунта снижаются. Без них контакт между сваей и окружающим грунтом будет абсолютно жестким. Грунт останется на одном месте, свая уедет. Если интерфейсы не поставим грунт и свая будет работать совместно. Релаксация напряжений (когда через неделю свая отдохнула и её спокойно добили), рассосутся избыточное поровое давление и сваю можно добить. Вязкие грунты моделируются интерфейсом где на фазе интерфейс ставится 0,01.

### Модели грунта

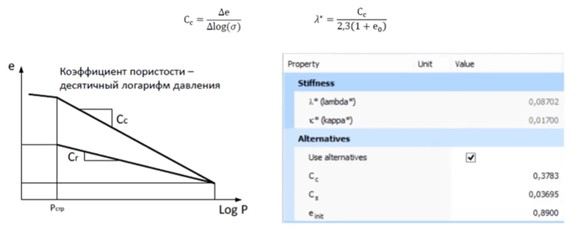
Варианты задания параметров жёсткости Soft Soil. Есть два варианта:, (берём с ветви разгрузки), которые определяются в осях натурального логарифма нагрузки и относительной сжимаемости; либо работаем с коэффициентом пористости и коэффициентом сжимаемости и разгрузки. Задание нелинейности поведения грунта. Либо зависимость относительной деформации от нагрузки, либо зависимость коэффициента пористости от нагрузки.

В программе PLAXIS имеется набор моделей разной степени сложности для грунтов, бетона и скальных пород. В программном комплексе представлены следующие нелинейные модели грунта:
- Линейно-упругая модель грунта. Какую нагрузку мы подадим, такую величину осадки, деформации мы получим. Минус этой модели, в том, что для грунта это не совсем подходит. В грунтах до какой-то степени применима теория упругости (грунт это линейно-упругий материал), но все-таки грунт это дисперсная среда, которая лучше описывается площадками течения а не по принципу «какую нагрузку мы подадим, такую величину осадки, деформации мы получим».
- упругоидеальнопластическая модель Кулона-Мора (MC)[9]. Из-за того что в модели Мора-Кулона нет модуля разгрузки происходит поднятие грунта (оно есть и с учётом модуля разгрузки в HS но не такое значительное). Базовая модель грунта, основанная на основных прочностных характеристиках грунтов: сцеплении {\displaystyle c}, угле внутреннего трения {\displaystyle \phi }, угле дилатансии {\displaystyle \psi }, коэффициенте Пуассона {\displaystyle \nu } и модуле упругости {\displaystyle E} (модуль упругости для бетона 30 000000 МПа в три раза меньше, если бетон работает на изгиб). Дополнительно в программном комплексе имеются более совершенные модели: упругопластическая модель гиперболического типа (модель упрочняющегося грунта), модель слабого грунта с учётом ползучести (для моделирования поведения нормально уплотненных слабых грунтов во времени) и другие модели.
- HS оперирует не понятием «модуль деформации», а понятием «жёсткость грунта»[10] и основана на использовании гиперболической зависимости осадки от действующего напряжения. {\displaystyle E_{oed}^{ref}} интерпретируется не как модуль деформации, а как цифровое значение для восстановления модели компрессионной кривой. Вследствие чего, введённые значения опорной жёсткости {\displaystyle E_{oed}^{ref}}, опорного давления Pref и параметра m позволяют модели восстановить компрессионную кривую. Наличие компрессионной кривой учитывает переменный модуль деформации. Расчёт с постоянным модулем деформации вполне возможен, но является весьма трудоёмким. Всякий раз необходимо для каждого слоя определять действующие напряжения (бытовые и от нагрузки) и по компрессионной кривой выбирать правильное значение модуля деформации. На практике этого никто не делает, довольствуясь выданным в отчёте по изысканиям модулем деформации (часто в диапазоне 100—300 кПа), который далеко не всегда соответствует решаемой задаче. Поэтому принцип опорного давления в модели HS является достижением 21-го века, когда процесс выбора модуля деформации автоматизирован. Уже не требуется при выполнении лабораторных испытаний геологу запрашивать, а проектировщику выдавать, нагрузки от проектируемого здания. Достаточно провести испытание грунта в компрессионном приборе при больших нагрузках и оцифровать график через указанные параметры.[a] Достигается универсальность работы программы — учитывается не конкретное напряжённое состояние и его деформационный параметр (модуль деформации), а поведение грунта в диапазоне напряжений.

{\displaystyle E_{ur}}, учитывающий только эластичный отклик грунта, бывает в 3—5 раз больше {\displaystyle E_{oed}}, отклик которого включает пластические и эластичные деформации. В расчетах котлована ожидаемое поведение грунта описывается тремя параметрами жесткости {\displaystyle E_{ur}} (зона чрезмерного разуплотнения, где есть разгрузки Мор «не работает», снижение эффективных напряжений, риск разжижения грунта), {\displaystyle E_{50}}, {\displaystyle E_{oed}}. У глин {\displaystyle E_{ur}} в пять раз больше {\displaystyle E_{oed}} (если песок то в три). Показатель power (m) отвечает за кривизну графика, для слабых грунтов коэффициент стремится к 1 (идеализированная кривая больше будет совпадать с результатами трёхосника). Cильно сжимаемый грунт с большой глубины и жёсткий грунт с малой глубины дают занижение и превышение модуля жёсткости {\displaystyle E_{50}} соответственно.
- модель cam-clay (моделирование слабых грунтов), NorSand подверженных разжижению[14]
- модель Хёка-Брауна, Модель Винклера, модель линейно деформируемого полупространства,
- Модель Soft Soil учитывает увеличение жёсткости при увеличении полных напряжений, но не учитывает снижение жёсткости при девиаторном нагружении (HS это учитывает, MC не учитывает это снижение — линия прямая). При изменении глубины, при повышении общих нагрузок от собственного веса грунта моделируется уменьшение сжимаемости. Soft Soil описывает компрессионную кривую при испытании в одометре. Корректно работать с логарифмическим графиком.
- В HSS Сдвиговая жёсткость меняется от уровня деформации. При проектировании заглубленных зданий и сооружений сдвиговая жёсткость на границе сжимаемой толщи определяется в режиме Microstrain.
- NorSAND. Для расчёта G и m для модели разжижения NorSAND требуются методы динамических испытаний при различных средних напряжениях. Г-коэффициент пористости критический при p=1 kPa, {\displaystyle \lambda } — наклон линии критического состояния в полулогарифмическом масштабе. Авторы рекомендуют испытывать 4 образцах в трёхосном приборе (2 рыхлого и 2 плотного) при значении среднего напряжения 500 кПа (2 при p = 50 кПа, 2 при p = 500 кПа).

Главный принцип цифрового моделирования грунтов: значение большинства характеристик грунтов в отличие от традиционного подхода зависит от уровня обжимающих напряжений. Вводится понятие опорного референтного давления являющегося начальной точкой отсчета изменений значений характеристик грунтов. Корректное задание референтного давления определяет точность расчёта деформируемого состояния, то есть нас интересует не столько характеристики грунтов а как константы, а именно реакция грунта на заданные воздействие. Референтная точка точка начального отсчёта это давление при котором мы должны проводить опыты и соответственно, если мы допустили ошибку — назначили неправильные референтное давление то далее нас весь пересчёт будет затруднен.

### Недренированный анализ (условия A, B и C)
Дренированный случай при медленном нагружении, вода успевает отфильтровываться, успевает проходить консолидация — можем использовать дренированный тип.
Используем недренированный, когда нагружение происходит мгновенно, допустим забивка сваи. Удар идёт, воспринимает всю нагрузку не только скелет грунта (он уплотняется), а ещё нагрузку учитывает и вода, которая заключена в порах. Недренированный — это значит, что будет учитываться поровое давление, которое создается в этот момент удара. И есть разные типы недренирования — А, B, C.
Undrained А расчёт идет по эффективному напряжению, то есть мы поровое давления посмотрим, но всё равно весь расчет строится на эффективных параметрах грунта.
Undrained B. Нам уже необходимо принимать не только эффективное напряжение, но ещё нужно знать сопротивление недренированного сдвигу, то есть знать, что на себя возьмет поровая вода и все эти водно-коллоидные связи, когда мы нагрузим, если допустим образец глинистый. Undrained B прочность грунта на действие нагрузки в целом, это не прочность только скелета грунта. Изгибаюшие моменты какая часть грунта ушла в пластику. Параметр Скемптона не так важен так как используется исключительно для контроля степени водонасыщения образца в ходе трехосных испытаний. Прочностью отображаем предельную нагрузку, которую может воспринять массив. Изгибающий момент является переменным во времени в случае откопки траншеи (момент растет так реализуются деформации, развиваются усилия). Поэтому не имеет смысла рассчитывает в дренированной постановке, все нужно рассчитывать в недренированной постановке Undrained B, так как грунт не успевает консолидироваться под действием новых нагрузок.
Undrained С применим для тяжёлых и вязких жидкостей модель. PLAXIS рекомендует там использовать коэффициент Пуассона 0,5, что больше чем обычно.

## Процедуры ввода
Существует 4 типа ввода:

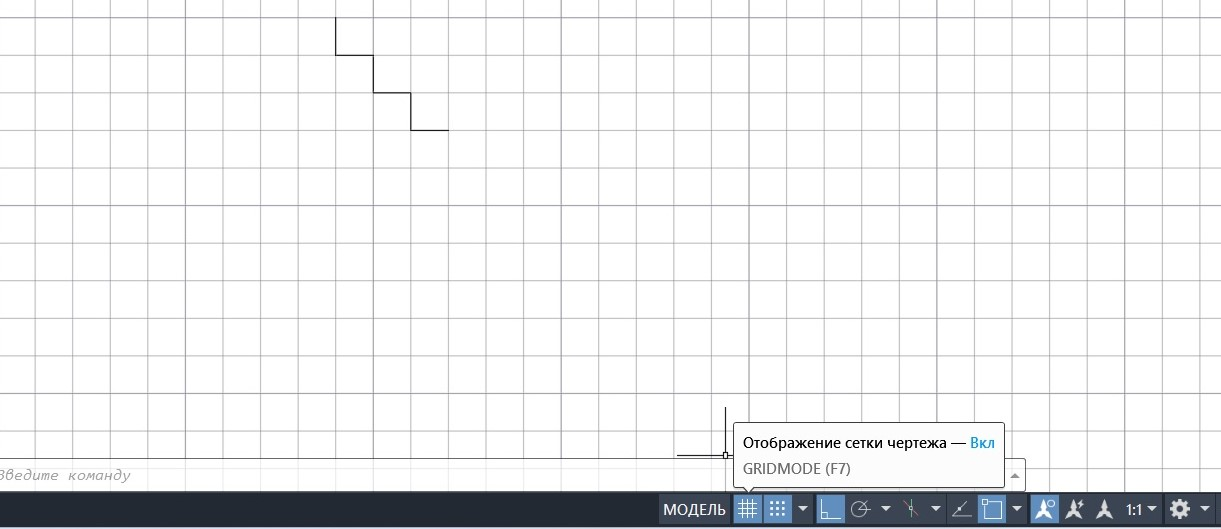
Отключаем режим привязки к опорным точкам в AutoCAD и включаем Режим привязки к сетке чертеже (включив отображение сетки). В параметрах привязки ставим 0.1 для того чтобы длина всех отрезков были кратны 0,1 м. Если в Автокаде рисовать без привязки, количество знаков после запятой может быть бесчисленное множество.

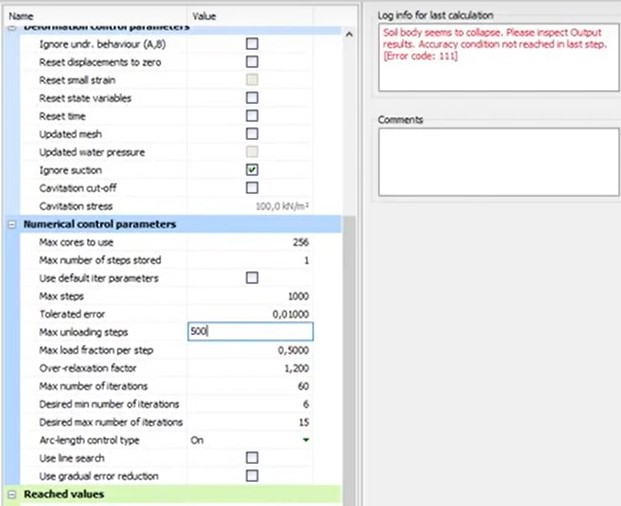
Увеличение шага разгрузки может помочь выполнить расчет.

- Ввод объектов (напр. линии). Линии создаются с помощью щелчка левой кнопкой мыши. В результате создается первая точка. При перемещении мыши и ещё одном щелчке левой кнопкой мыши создается новая точка с линией, идущей от предыдущей точки к новой. Построение линии завершается путем щелчка правой кнопкой мыши или нажатия клавиши Esc.
- Ввод фаз(стадий). Клавиша ctrl используется для добавления разветвления в стадиях загружений.
- Ввод значений (напр. ввод объемного веса грунта, фильтрационных характеристик через вкладку groundwater)
- Ввод вариантов выбора (напр. выбор модели грунта)
- Импорт с AutoCAD (вставка рисунков в AutoCAD через _attach для того чтобы перерисовать генплан). Предварительно в параметрах привязки Автокада рекомендуется ставит шаг привязки 0,1 и установить его соответствие 10 см в PLAXIS. (1 мм Автокада соотв. 1 м PLAXISa). Далее извлекаем данные с Автокада, выбирая только геометрию отрезков. Чтобы перенести все в PLAXIS из Автокада нужно разбить все прямоугольники на отрезки. Далее через Expert Run command перенести координаты начал и концов линий. Инженерно-геологические разрезы также можно импортировать через вкладку Structure. Корректировку горизонтального масштаба ИГ разреза можно осуществлять, предварительно создав блок. Далее из линий создается полигон, назначается грунт.
- Использование материалов с предыдущих проектов внесенных в общую базу можно осуществить через Material sets-Hide global[16].

### Генерация сетки конечных элементов
Генерация сетки конечных элементов происходит через Mesh (Mesh Element contours отображение сетки, Geometry отображение УГВ). После генерации сетки выводится количество созданных элементов. Значения False либо True относятся к элементам, выбираемым в сплывающем окне.

### Моделирование толстых плит в PLAXIS
Плиту можно смоделировать двумя способами:
1. Создать полигон в 2D или объём в 3D и назначить ему материал бетона. Модель, которая описывает поведение бетона в виде объёмного элемента, может быть более точной, так как можно использовать линейно-упругую модель (Linear elastic) или модель материала Concrete, чтобы передать реальное поведение бетона. В этом случае геометрия задаётся просто и есть возможность задать точные размеры плиты.
2. Создать плитный элемент Plate и определить эквивалентную толщину плиты d[18] (на основе d происходит проверка геометрии также) на основе соотношения EI/EA в PLAXIS 2D или непосредственно задать параметр d в PLAXIS 3D. Плита может быть создана как линейный элемент в PLAXIS 2D или как геометрическая поверхность в PLAXIS 3D. Назначение удельного веса плиты имеет свои особенности, а именно: удельный вес, к примеру, стены в грунте принимается как разность удельного веса бетона и окружающего грунта[19].

### Параметры пластин
В базе данных материалов пластин есть возможность выбрать Prevent punching (дословно с английского « Предотвращать перфорацию»). Выбор этого параметра может быть уместным для обеспечения своего рода вертикальной концевой опоры (сопротивление опрокидыванию) в случае, если пластина используется в качестве стены. В действительности вертикальные нагрузки на стены, например, в результате вертикальных составляющих анкерных сил или точечных нагрузок на стену, воспринимаются трением боковой боверхности и сопротивлением наконечника. Определённое сопротивление оказывает грунт под наконечником, в зависимости от толщины или площади поперечного сечения наконечника. Гибкие стены (Slender walls) часто моделируют в виде плит. Из-за нулевой толщины плитных элементов Slender walls не имеют торцевой опоры. Влияние торцевой опоры можно учитывать при расчете, если выбрать Prevent punching. Для учёта торцевой опоры на дне (вершине) плит выделяют зону в элементах объёма грунта, окружающих вершину плиты, где исключается какая-либо пластичность грунта (зона упругости).

### Формирование геометрии
Рекомендуется использовать свойство симметрии в PLAXIS для экономии машинного времени. Так для фундамента 2x2 можно замоделировать только 1x1 (четверть в 3D) или 1х2 (половинка в 2D).
Создание плоскости производится через команду Create surface . Это бывает нужно, среди прочего для выдавливания сектора опускного колодца (делается одна поверхность и выдавливается из другой): устанавливается вид сверху, проверятся что координата стоит «0», после выбора линий на плане она выдавливания на определённую высоту, делается обрезка (Intersect and recluster), получается замкнутый контур здания. Линии и точки, оставшиеся от контура, удаляются.

### Демпфирование
Демпфирование в грунте обычно вызнано его вязкостью, трением и развитием пластичности. Однако модели грунтов в программе Plaxis не включают в себя вязкость как таковую. Вместо этого принято Релеевское демпфирование.

### Сваи и фундаменты

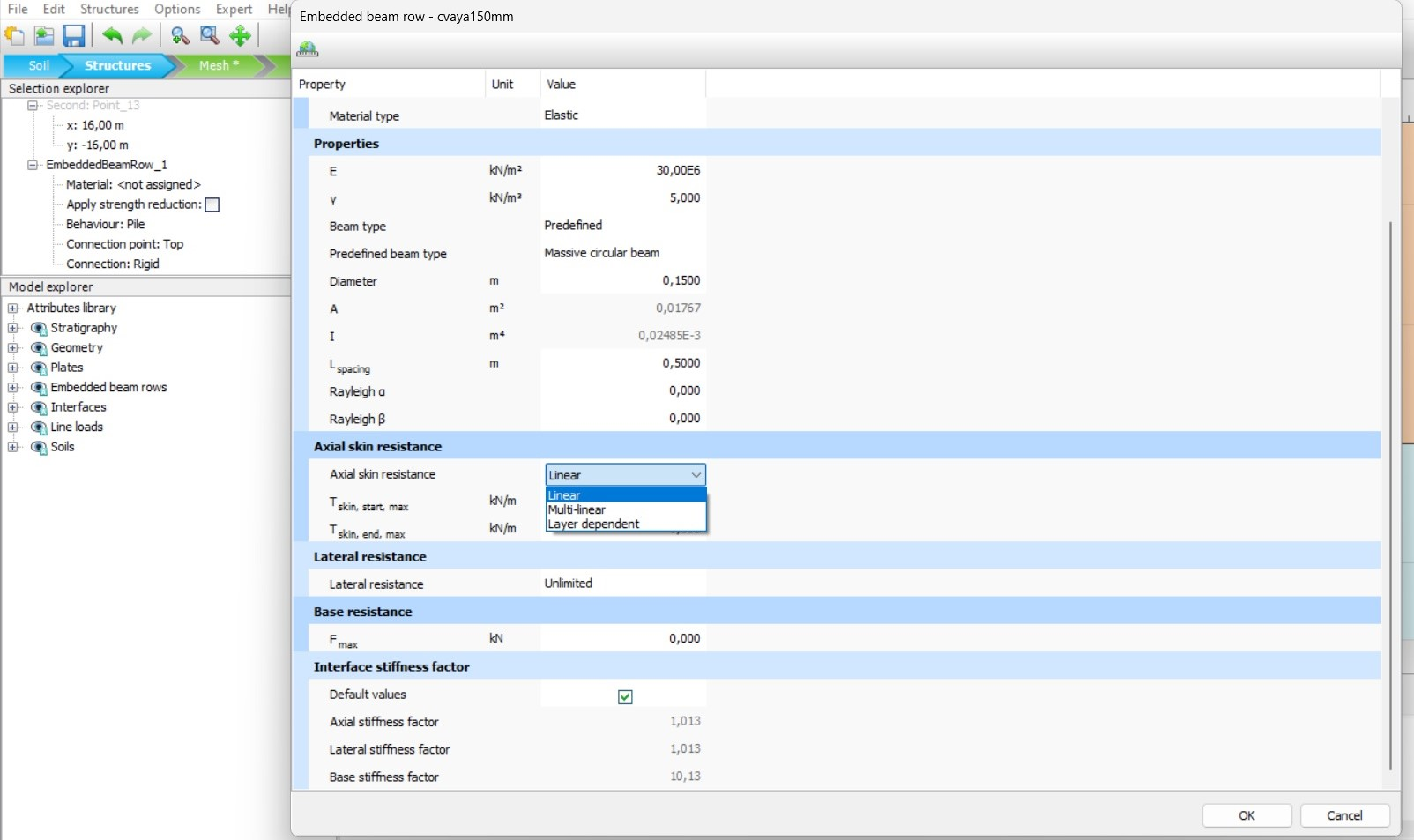
работа сваи по боковой поверхности удельного трения (Linear распределение по треугольнику). Для Multi-linear f в кПа значение трения нужно умножить на периметр сваи. Layer dependent по фи и с трение считается автоматом.

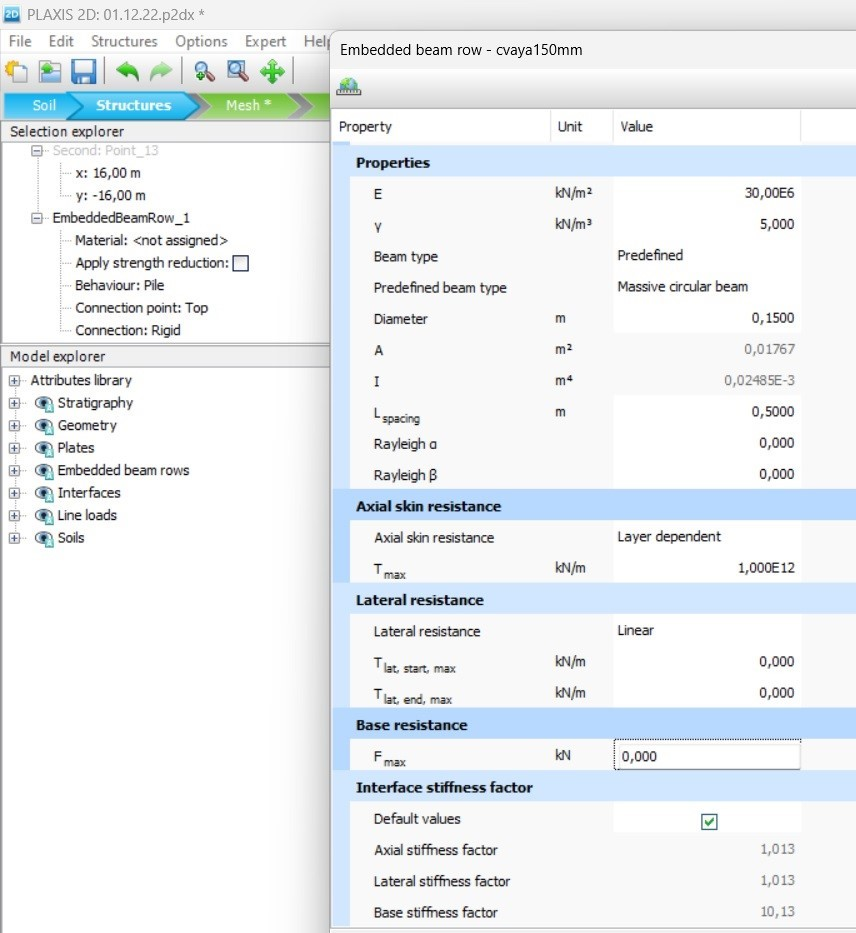
Сопротивление по острию сваи (Base resistanse) PLAXIS считает автоматически. Буроиньекционная свая больше 30 т. не понесёт и поэтому можем написать в ячейку 30 кН

1. Сваи моделируются инструментом Embedded beam (дословно закладная балка, закладной элемент). Точка соединения закладного балочного элемента может быть только сверху или снизу (на одном из двух концов). При моделировании сваи точка сопряжения обычно находится в верхней части (в ростверке). Вершина сваи может иметь свободное/шарнирное/жесткое соединение, основное тело сваи будет взаимодействовать с грунтом через специальные элементы сопряжения, а нижняя может иметь дополнительный башмак (определяется в наборе данных материала). Вид сопряжения сваи подтверждается выбором free/hinged/rigid connection в настройках. Каждый тип соединения имеет свое отображение, например, квадратик обозначает что элемент тип примыкания к элементу embeded beam road жесткий.
2. Сваи могут моделироваться также кластером (объемным элементом с назначением интерфейсов по боковой поверхности). Для кластера нужно назначать интерфейсы (в первом случае Embeded beam Road интерфейс вшит). В ряде источников, для лучшего контакта с грунтом, нижний интерфейс продлевают на полметра и делают тоже самое по низу сваи (где расположен минус те параметры и берет PLAXIS).

Различия между способами. Embedded beam. Если нужно получить усилия в свае, то в модели оставляется только новое здание, моделируется только откопка и устройство свайного поля и включается новое здание. Модель упрощена и быстро считается. При этом можем получить усилия в свае. Когда считается общая модель с помощью условного фундамента, моделируется новое здание на сваях (нельзя получить усилия в сваях, но можно получить осадку и влияние нового сооружения на соседнюю застройку). Делается после того как известна длина сваи.
Подсчет количества свай. 5 кН весит 1 м³ здания. Эту величину умножаем на высоту здания с подземным этажом. Получаем величину давления (порядка 100 кПа для здания высотой 20 м). Далее считаем площадь здания и умножаем на величину давления (100 кПа × 50м² = 5000 кН весит здание). Далее считаем несущую способность одиночной сваи по СП (как пример, получаем что свая несёт 100 кН, давление это отношение нагрузки на площадь сваи p = N/A). Деля 5000 кН на 100 кН, получаем примерное количество свай (не забываем умножить на 1,4 (коэфициент условий работы)). Получаем количество свай.
Фундаменты моделируется как плиты с заданием жесткости фундамента согласно СП «Бетонные и железобетонные конструкции» (например, класс бетона B30 модуль упругости 27,5 млн кПа; фундамент имеет площадь 2 м² (его высота 2 м, ширина 1 м) назначаем момент инерции bh³/3 = 2×1³/3 = 0,677).

### Распорки
Распорки (для построения распорки сначала нужно построить вспомогательную линию, далее задаются через защемлённый анкер Created fixed-end anchor ) обычно делают из трубы 530, 720, 1000 и выше. Выбираем наружный диаметр и толщину трубы. EA осевая жесткость (для 700 трубы S=(D-d))=(0,72-0,7)×3,14/14.

### Расчет конструкций в PLAXIS
Несмотря на то, что PLAXIS считается геотехнической программой в программе возможно произвести статический расчет конструкций каркаса здания (определить моменты, продольные и поперечные усилия). Например, в 2D Plaxis это возможно в таким образом:
1. рисуются стержни-каркас ж/б здания
2. стенам, фундаментам и перекрытиям задаются параметры через присвоение им категории Plate. Для стены толщиной 0,5 м возможно задание EA1 = 13750000 кН/м; EA2 = 286500 кН/м; w = 12,5; {\displaystyle \nu } = 0,2
3. задание нагрузки на перекрытие, например 7 кПа = 700 кг/м² (крыша), на нижележащие перекрытия — 300 кг/м²

## Виды расчетов
В программном комплексе могут быть проведены статические расчеты устойчивости сооружений, расчеты фильтрации, может быть определено избыточное поровое давление грунтов, проведены расчеты консолидации грунтов (требует задания коэффициентов фильтрации для грунтов), определены коэффициенты надежности (методом снижения параметров прочности грунта: угла внутреннего трения {\displaystyle \phi } и сцепления {\displaystyle c}). Вышеперечисленные расчеты могут быть выполнены для пошагового нагружения и для поэтапного строительства и экскавации грунтов. При значительных деформациях может быть дополнительно использован корректирующий расчет Лагранжа, который представляет собой расчет по изменяемой сетке конечных элементов.
Морозное пучение может быть смоделировано изменением относительной деформации грунта.

### Фильтрационный расчет

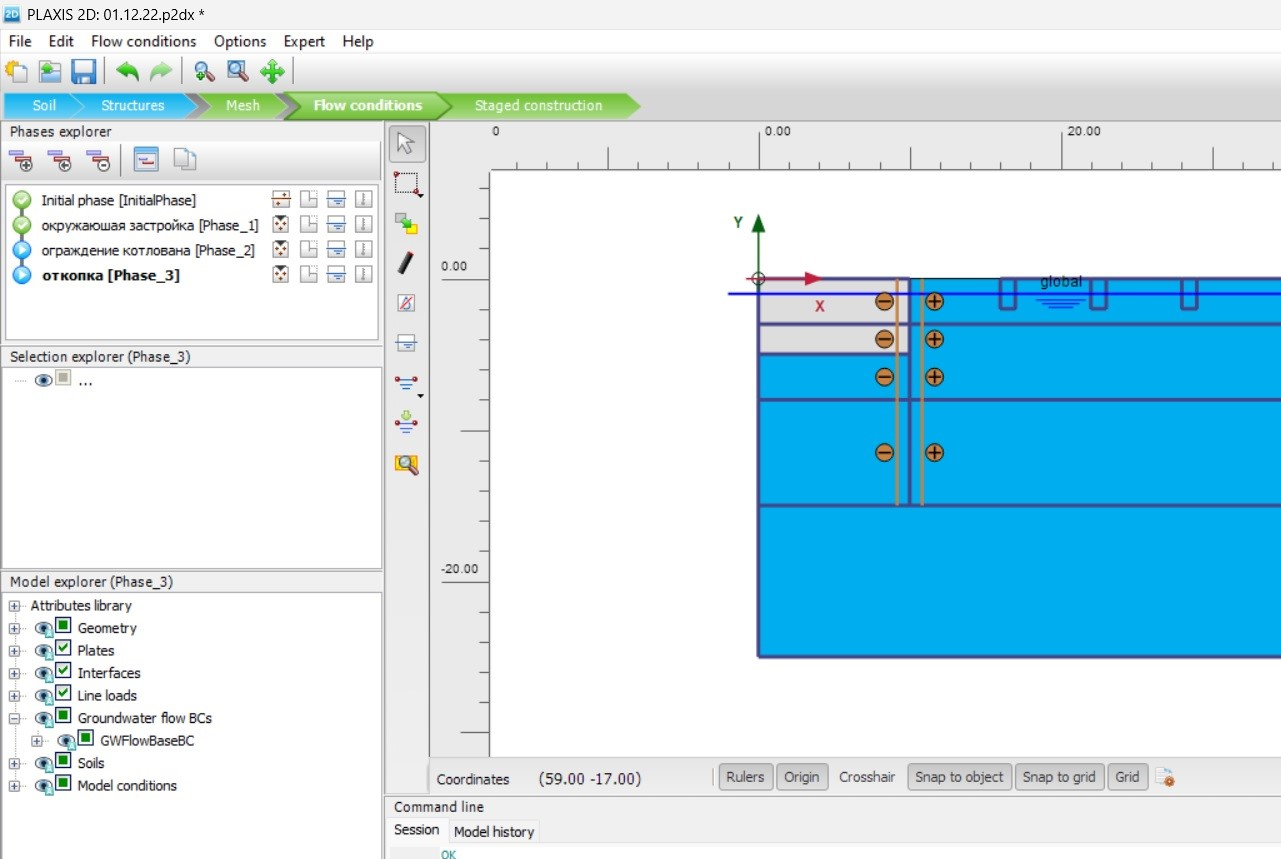
Проверка отсутствия воды в Flow Conditions.Серый цвет в модели показывает отсутствие воды.
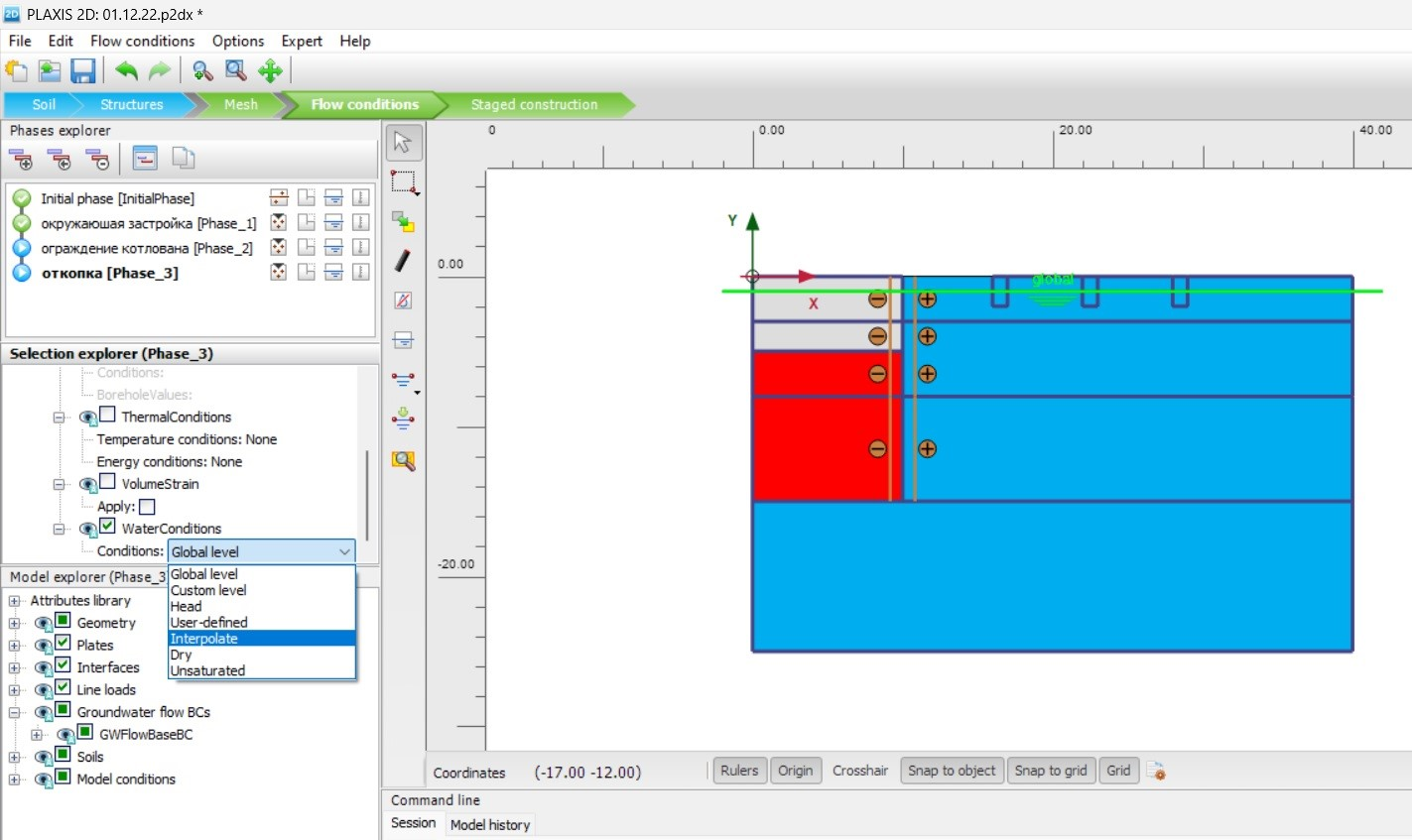
Эпюра давления воды под выкопанным грунтом должна быть треугольной. в связи с этим включаем интерполяцию (Conditions: Interpolate).Model Explorer отвечает за отображение элементов.
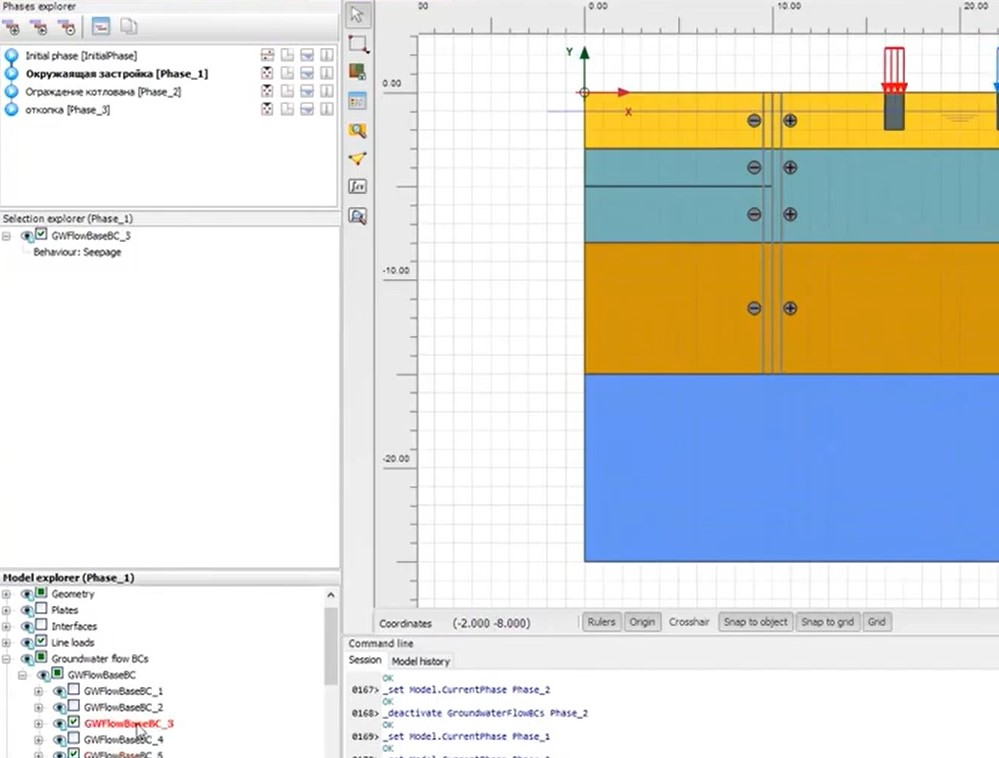
отключение groundwater flow во всех стадиях Plaxis

В случае фильтрационной задачи в Initial phase вместо K0 процедуры используем Flownet.
В случае выемок котлована для грунта в центральной части задаем Water Conditions как Dry, что обозначает что воды там нет и деактивируем его. В настройках фазы Тип расчета порового давления устанавливается как Нестационарный поток грунтовых вод (Pore pressure calculation type Transient groundwater flow), чтобы было учтено изменение уровня грунтовых вод (откопка и осушение котлована). Анализ результатов выполняется в Stresess: Groundwaterflow, где значение скорости фильтрации q должно быть меньше 1 (оценка суффозии по ф. 91.17 СП 22.13330.2016). Оценка баражного эффекта происходит через Stressses -> Pore Pressures -> Groundwater Head.

### Утилита SoilTest
Оптимизацию параметров почвы можно выполнить в утилите SoilTest, включённой в пакет программного обеспечения PLAXIS. Процесс оптимизации основан на алгоритме «роя частиц». Однако процесс оптимизации в программе основан на математическом подходе, который может привести к результатам, которые математически достоверны, но не отражают реальность.

## Анализ результатов

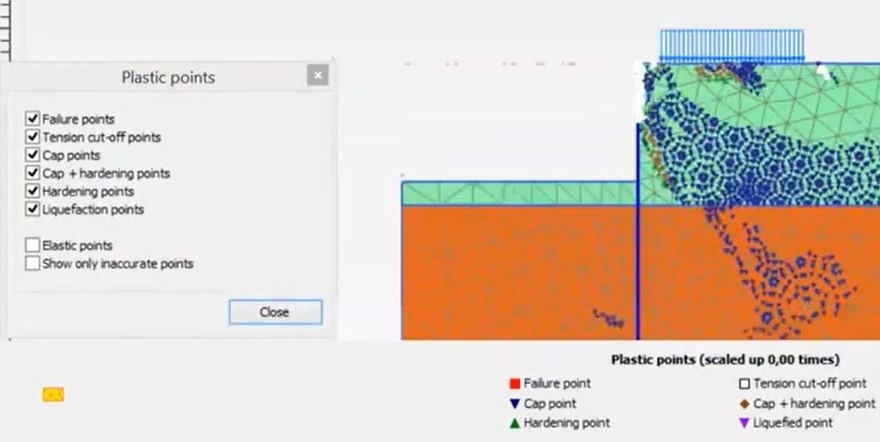
Точки НДС.  Выбор возможен через select point for curves (выбрать точки для построения кривых). Всегда выбирать красные, не фиолетовые точки.
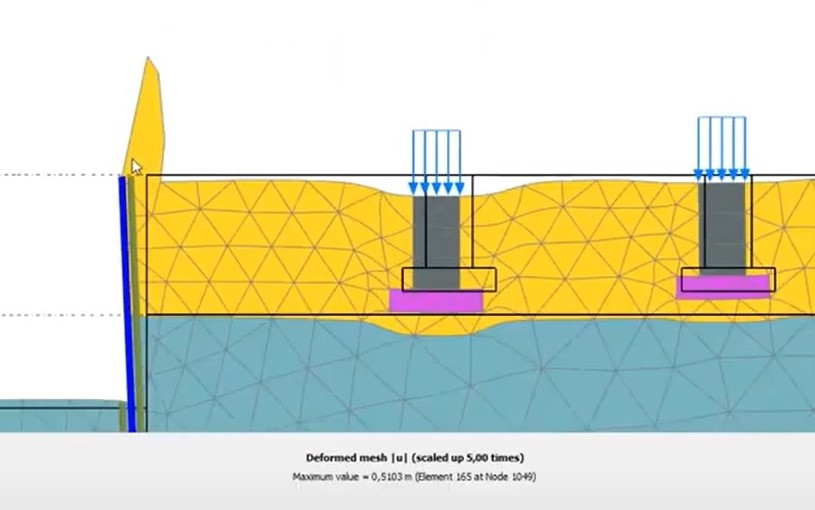
Выстрелил какой-то узел. Модель вся синяя, а перемещения большие в одном месте.
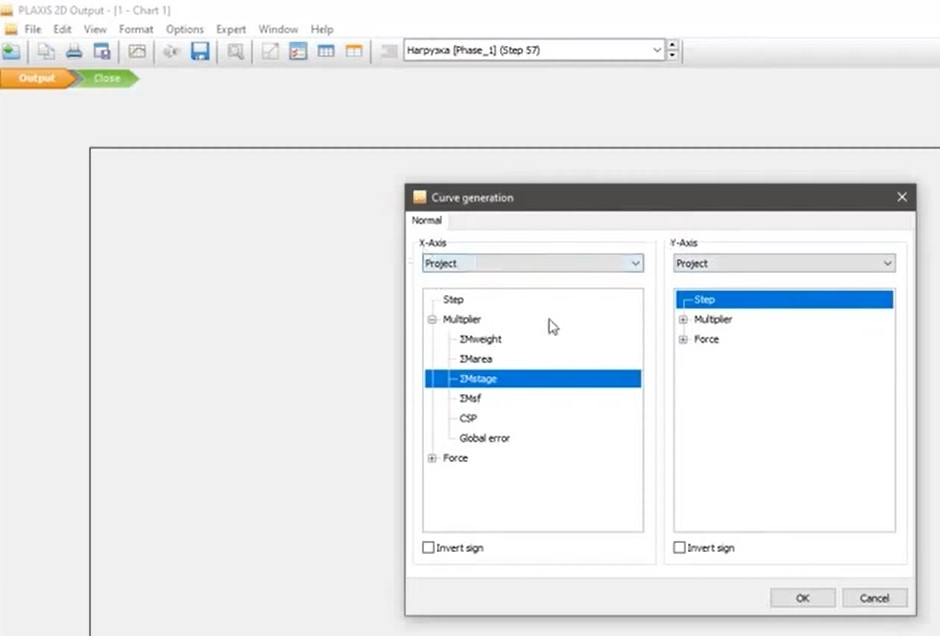
После выбора точки. Нагрузка выступает в виде безразмерного коэффициента MStage (параметр Forse, не та сила которую задаем внешней нагрузкой, в случае если нагрузка моделировалась перемешением)
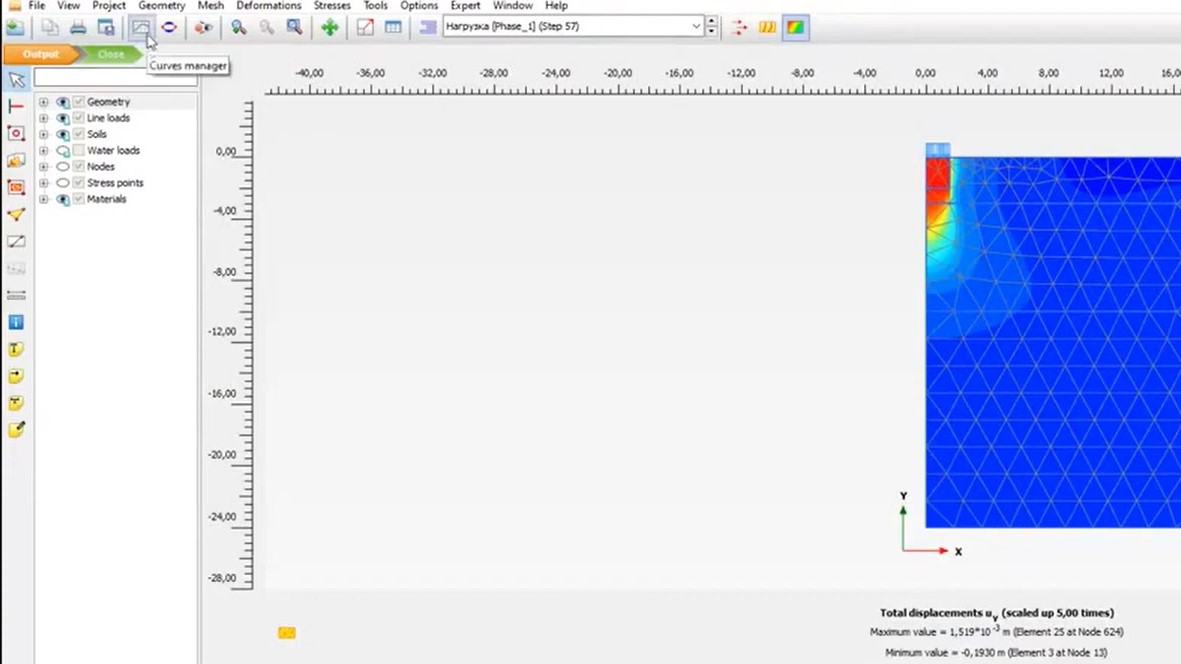
Curves manager позволяет вытащить графики из PLAXIS.

Для демонстрации полученных распределений напряжений(Боковые напряжения {\displaystyle \sigma _{xx}}, напряжения по глубине {\displaystyle \sigma _{yy}}, касательные напряжения перпендикулярные к экрану {\displaystyle \sigma _{zz}}) и деформаций, прогноза их изменения могут использоваться инструменты Hint box, пластические точки (вызывается через меню Streses, Plastic point). Точки напряженно-деформированного состояния (НДС) могутбыть: failure-разрушение по критерию точности которое задано в модели, Tension cut-off point (разупрочнение за счет растяжения грунта), Hardening (зоны где идет упрочнение грунта), liquefaction (Разжижение грунтов) и т. д. Точка обозначается как точка пластического разрушения, если она в настоящее время находится на огибающей разрушения (например, огибающей Мора-Кулона). Если из-за разгрузки напряженное состояние падает ниже огибающей Мора-Кулона, то точка уже не является точкой пластического разрушения, даже если в прошлом она подвергалась необратимым деформациям.
Sigma MSStage доля прикладываемой нагрузки, используя его можно узнать как менялось НДС с начала прикладываемой нагрузки. В случае, изменений, которые изменяют дисбаланс: увеличение нагрузки и деактивация элементов почвы определяется общий дисбаланс этих двух изменений, и Sum Mstage применяется к общему дисбалансу. Следовательно, увеличение нагрузки и дезактивация элементов грунта будут применяться одновременно. SumMstage применяется к весу активируемого или деактивируемого грунта, а не к жесткости или прочности. Если грунт деактивирован, его жесткость сразу же исключается из расчета, только влияние веса постепенно рассчитывается с помощью Sum Mstage. В некоторых случаях использование параметров по умолчанию для итерационных процедур в PLAXIS 3D может привести к неточным результатам. Это может произойти в том случае, если последний шаг фазы поэтапного строительства является большим шагом, в котором (общий) множитель SumMstage изменяется от 0,5 до 1,0. Эта проблема решена: в параметрах числового управления фазой появился новый параметр, который называется « Максимальная доля нагрузки на шаг»(Max load fraction per step). По умолчанию для этого параметра установлено значение 0,5, и это означает, что любой шаг расчета будет иметь значение Mstage меньше 0,5.

### Комментарии
1. ↑  Чаще всего проектировщик имеет результаты стабилометрических испытаний только для нескольких грунтов из всего разреза, залегающих, как правило, на глубине больше 20 м. Остальные характеристики задаются исходя из рекомендаций разработчиков Plaxis[11].
2. ↑  Согласно ГОСТ 12248.3—2020[13], мы должны выбрать участок кривой от 1 до 1,6 величины геостатического давления.
3. ↑  Если на верхней границе потока давление выше атмосферного, то фильтрация напорная; если на верхней границе потока давление атмосферное, то фильтрация безнапорная[26].